# Passo Tanarello
Il passo Tanarello o, in francese, Pas du Tanarel è un valico delle Alpi liguri situato a 2042 m s.l.m. in Francia a brevissima distanza dal confine italo-francese.

## Descrizione
Il valico si apre tra il monte Tanarello e la cima Ventosa ed è collocato sullo spartiacque della catena principale alpina.
Amministrativamente il versante italiano è collocato in comune di Briga Alta (CN), ad eccezione del punto di valico, situato in Francia, mentre quello francese è in comune di La Brigue (FR-06). Idrograficamente il colle divide le alte valli del Tanaro (bacino padano, a est) e della Roia (bacino del mar Ligure, a ovest)..
Nei pressi del punto di valico sono presenti un piccolo alpeggio e i ruderi di alcune caserme.

## Storia
Il colle, un tempo appartenente completamente all'Italia, è oggi diviso tra Italia e Francia: il trattato di Parigi fa infatti transitare il confine tra le due nazioni poco ad oriente rispetto al passo Tanarello.

## Accesso

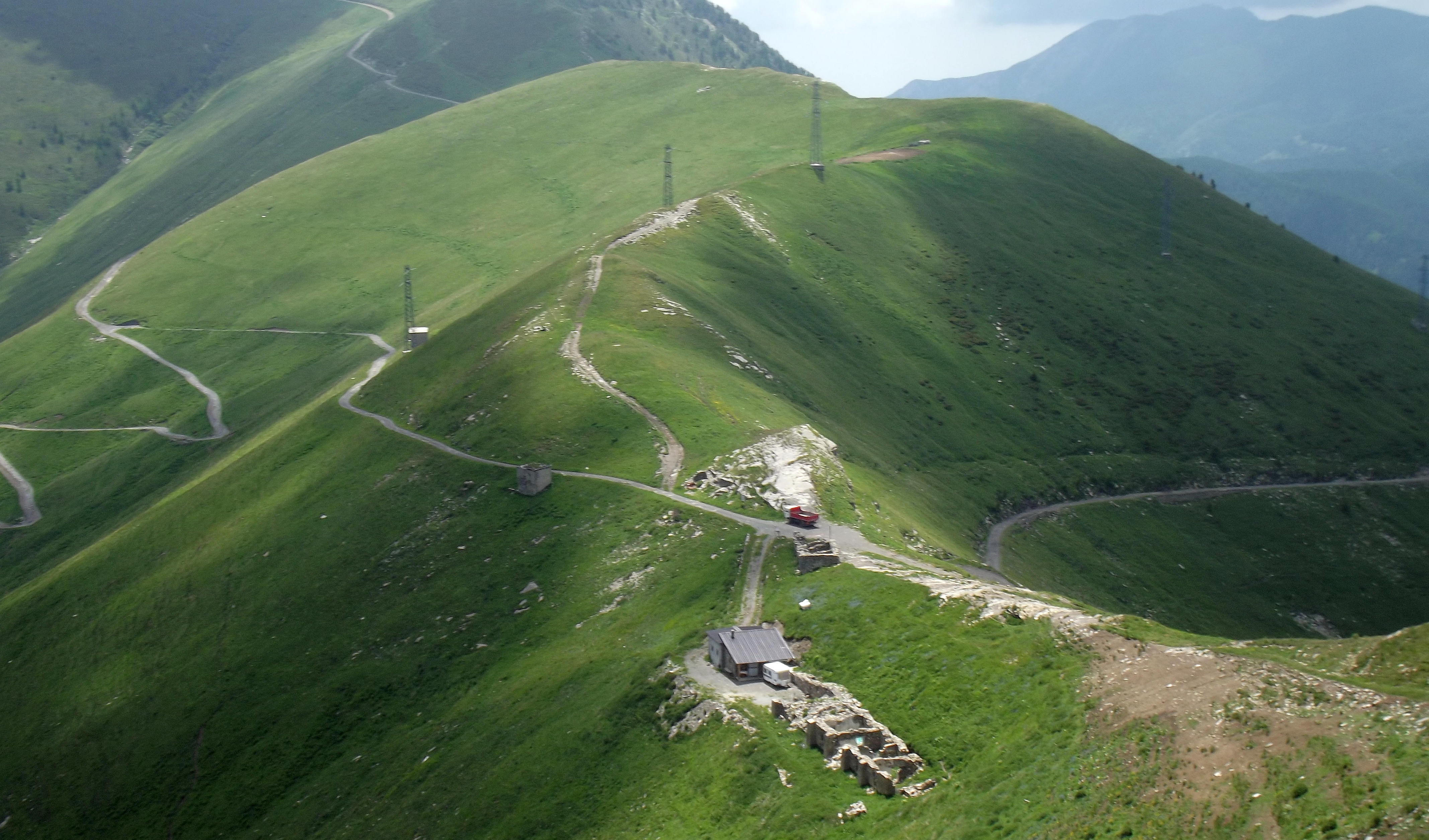
Il passo e, sullo sfondo, l'omonima montagna.

Il passo è raggiungibile da Monesi (IM) o da Piaggia (CN) per vecchie strade sterrate ex-militari. La traccia che scende sul lato francese in direzione di La Brigue è di più difficile percorribilità. Dal punto di valico è invece possibile proseguire più agevolmente per lo sterrato che, tenendosi nei pressi dello spartiacque principale, si dirige verso la Colla di Sanson (1707 m), da dove si può poi scendere verso la Valle Argentina o la Valle Roia.. Al passo Tanarello si può anche arrivare a piedi per semplici tracce di passaggio sul crinale erboso che lo collega con i vicini monte Tanarello e cima Ventosa.